# 亞洲電視數碼媒體
亞洲電視數碼媒體有限公司（英語：Asia Television Digital Media Limited），是香港一間營運網絡電視和隨選視訊的公司，由亞洲電視控股（前稱「協盛協豐」）於接手亞洲電視有限公司股權後成立，以「亞洲電視」品牌提供網絡電視服務。亞洲電視數碼媒體於2017年12月18日舉行成立典禮，2018年1月29日正式推出OTT服務。2022年9月7日，亞洲電視數碼媒體被頒令清盤，相關業務分別轉回亞視公司及同系的「亞洲心動娛樂」當中。

## 歷史沿革
於1957年啟播、曾經長期為香港兩間免費商營電視台之一的亞洲電視因經營不善，於2014年底開始出現欠薪情況。2015年4月1日，香港特別行政區政府決定，亞視本地免費電視節目服務牌照不獲續期。2016年2月，前亞視主要投資者王征向香港高等法院申請把亞視清盤，法院委任臨時清盤人。2016年4月2日，亞視正式停止免費電視廣播。期間，亞視投資者司榮彬以他持有99%股權的星鉑企業的股份抵押，向協盛協豐借取3億港元以拯救亞視，但沒有按時還款；因此協盛協豐於2016年7月取得星鉑企業全數股權。
2016年11月8日，協盛協豐成立集星企業有限公司（英語：Total Star Enterprise Limited）。2016年12月12日，集星企業正式易名為亞洲電視新媒體集團有限公司（英語：Asia Television New Media Group Limited）。
2017年4月，星鉑企業完成收購王征和黃炳均持有的亞洲電視股權及債務，並獲法院批准取代臨時清盤人接管亞視。
2017年10月30日，亞洲電視新媒體集團正式易名為亞洲電視數碼媒體有限公司（英語：Asia Television Digital Media Limited）。
2017年12月12日，香港高等法院批准星鉑企業提交的亞洲電視債務重組方案；同日，亞洲電視數碼媒體邀請傳媒出席其成立典禮。
2017年12月18日，亞洲電視數碼媒體於香港麗思卡爾頓酒店舉行成立典禮，宣佈會以「亞洲電視」品牌利用OTT網絡電視方式營運，在當日起透過流動應用程式試播，並與香港寬頻及香港移動通訊合作；同時亦宣布和馬來西亞電訊商Green Packet Berhad合作計劃運營3個免費數字地面電視频道，目標一年內覆蓋四百萬用戶；2018年1月29日正式推出流動應用程式並透過專用機頂盒播放，2018年4月1日提供收費服務，也將定在2018年9月與新加坡電信和台灣亞太電信合作為目標。
2018年1月29日，亞洲電視網絡電視平台以及A1台啟播，啟播典禮表演嘉賓包括林子祥、蘇永康、任賢齊、南太鉉等。同日，亞洲電視手機應用程式登上香港App Store及Google Play排行榜第一位，瀏覽次數突破8,000,000次。
2018年2月9日，亞洲電視舉行新春團拜及祝捷會，亞洲電視行政總裁吳雨宣布應用程式下載次數突破300,000次、瀏覽次數突破2000萬次。同日，吳雨宣佈復辦亞洲小姐競選，四月底會作出詳細安排。
2018年4月20日，亞洲電視母公司協盛協豐正式易名亞洲電視控股，並於港交所以新名掛牌。
2018年7月6日，亞視應用程式一般免費用戶的中國轉播頻道被移除，直播頻道只餘下A1台及tvN。
2018年10月8日，經典台啟播。經典台是一條重播頻道，口號為「亞洲電視 經典台 重現經典」。該頻道以播放麗的電視及亞洲電視在1970年代至2010年代製作的綜藝節目和劇集為主，性質類似「舊亞視」的歲月留聲頻道。
2018年10月8日，亞洲電視網頁更新，可以在網頁收看節目。
2019年3月20日，亞洲電視向蕭定一旗下的HMV數碼中國集團回購麗的電視29套經典本地製作劇集，包括《I.Q.成熟時》、《天蠶變》、《大地恩情》等劇集。更打算重拍《I.Q.成熟時》及《天蠶變》，早前落實重拍86年電影版的《英雄本色》、找來近年專拍網劇的導演宋本中做總導演及監制。演員陣容積極尋找中，而劇集靈魂人物「Mark哥」更有意全港公開招募男演員做此經典角色。惟最後不了了之。
2019年3月28日，A1台及經典台停播。
2019年6月6日，通訊局發出公告指，已接獲亞洲電視數碼媒體申領12年期的非本地電視節目服務牌照申請。亞視計劃推出一條名為「經典台」的24小時頻道，每星期7天、24小時以粵語循環播放6小時至8小時的節目。首階段於獲發服務牌照後的兩至三個月內，在馬來西亞及新加坡推出服務，惟該頻道屬鎖碼頻道，不會供香港及澳門公眾接收。
2019年6月10日，經典台於OTT平台復播。
2020年1月31日，亞洲電視控股副總裁林文龍打算用四個月時間重整架構，6月正式公佈全新形象及計劃。其後林文龍低調轉職，成為亞洲電視控股旗下公司亞洲心動娛樂副總裁。
2022年9月7日，高等法院日就亞洲電視數碼媒體有限公司清盤發出清盤令，亞洲電視控股發聲明重申該公司只是集團其中一家營運的子公司，以及「亞洲電視」已仍然存在，並強調「亞洲心動娛樂」子公司並持有《免費電視網絡》都會繼續為大家提供不同類型的節目及內容等。

## 管理層

### 歷任管理層
- 行政總裁
  - 何麗全（2018年9月—2020年）[12][13]
  - 吳雨（2017年10月—2018年6月）
- 執行董事
  - 陳偉傑
- 企業傳訊總監
  - 黃守東

## 收費價錢
- 付費會員一年128港元[14]
- 付費會員+機頂盒套餐一年299港元[14]

## 音樂榜
亞洲電視在2018年聯同騰訊音樂一起建立亞洲電視騰訊音樂流行榜。

## 頻道列表

### 現有頻道
| 頻道名稱         | 所屬組合 |
| ---------------- | -------- |
| 鳳凰衛視資訊台   | 收費頻道 |
| 鳳凰衛視香港台   | 收費頻道 |
| 鳳凰衛視中文台   | 收費頻道 |
| CCTV-1 (港澳版)  | 收費頻道 |
| CGTN Documentary | 收費頻道 |
| CGTN（主频）     | 收費頻道 |
| 香港衛視         | 免費頻道 |

### 已停播頻道
| 頻道號碼             | 頻道名稱           | 啟播日期                | 停播日期               | 所屬組合 | 備註       | 頻道地區 | 停播原因／附注                                      |
| -------------------- | ------------------ | ----------------------- | ---------------------- | -------- | ---------- | -------- | --------------------------------------------------- |
| 試播                 | 贏家Online         | 2017年12月19日早上09:00 | 2018年1月29日下午16:30 | 免費頻道 | 粵語       | 香港     | 僅供試播《贏家Online》                              |
|                      | tvN Asia           | 2018年1月29日           | 2019年1月28日          | 付費頻道 | 英語、韓語 | 韓國     | CJ E&M與亞洲電視數碼媒體合約結束                    |
|                      | A1台               | 2018年1月29日           | 2019年3月28日          | 免費頻道 | 粵語       | 香港     | 由自選點播區取代                                    |
|                      | tvN Movies         | 2018年10月4日           | 約2019年8至9月         | 付費會員 | 英語、韓語 | 韓國     | 網頁版顯示tvN Movies點播區 仍繼續播放至2019年12月前 |
|                      | 經典台             | 2018年10月7日           | 待查                   | 免費頻道 | 粵語       | 香港     | 2019年3月28日至6月10日期間停播                      |
|                      | 煮場               | 2019年5月2日            | 待查                   | 免費頻道 | 粵語       | 香港     |                                                     |
|                      | CLUBTV             | 2019年6月               | 待查                   | 免費頻道 | 英語       | 日本     |                                                     |
|                      | 香港追擊搜         | 2019年8月               | 待查                   | 免費頻道 | 粵語       | 香港     |                                                     |
|                      | 寰宇娛樂電視TV5    | 待查                    | 待查                   | 免費頻道 | 普通話     | 中國     |                                                     |
|                      | 本港台             | 2021年5月26日左右       | 2021年6月14日左右      | 免費頻道 | 粵語       | 香港     |                                                     |
|                      | imodeTV            | 待查                    | 2024年9月1日           | 免費頻道 | 普通話     | 中國     |                                                     |
|                      | 创世电视           | 待查                    | 待查                   | 免費頻道 | 粵語       | 香港     |                                                     |
| 中國綜合頻道（2XX）  |                    |                         |                        |          |            |          |                                                     |
| 201                  | 廣東衛視           | 2018年1月27日           | 2018年7月6日           | 基本頻道 | 普通話     | 中國     |                                                     |
| 202                  | 深圳衛視（国际版） | 2018年1月27日           | 2018年7月6日           | 基本頻道 | 普通話     | 中國     |                                                     |
| 203                  | 福建東南衛視       | 2018年1月27日           | 2018年7月6日           | 基本頻道 | 普通話     | 中國     |                                                     |
| 204                  | 四川衛視           | 2018年1月27日           | 2018年7月6日           | 基本頻道 | 普通話     | 中國     |                                                     |
| 205                  | 雲南衛視           | 2018年1月27日           | 2018年7月6日           | 基本頻道 | 普通話     | 中國     |                                                     |
| 206                  | 安徽衛視           | 2018年1月27日           | 2018年7月6日           | 基本頻道 | 普通話     | 中國     |                                                     |
| 207                  | 山東衛視           | 2018年1月27日           | 2018年7月6日           | 基本頻道 | 普通話     | 中國     |                                                     |
| 208                  | 貴州衛視           | 2018年1月27日           | 2018年7月6日           | 基本頻道 | 普通話     | 中國     |                                                     |
| 209                  | 北京衛視           | 2018年1月27日           | 2018年7月6日           | 基本頻道 | 普通話     | 中國     |                                                     |
| 210                  | 河南衛視           | 2018年1月27日           | 2018年7月6日           | 基本頻道 | 普通話     | 中國     |                                                     |
| 211                  | 江西衛視           | 2018年1月27日           | 2018年7月6日           | 基本頻道 | 普通話     | 中國     |                                                     |
| 212                  | 廈門衛視（国际版） | 2018年1月27日           | 2018年7月6日           | 基本頻道 | 普通話     | 中國     |                                                     |
| 213                  | 重慶衛視           | 2018年1月27日           | 2018年7月6日           | 基本頻道 | 普通話     | 中國     |                                                     |
| 214                  | 河北衛視           | 2018年1月27日           | 2018年7月6日           | 基本頻道 | 普通話     | 中國     |                                                     |
| 215                  | 遼寧衛視           | 2018年1月27日           | 2018年7月6日           | 基本頻道 | 普通話     | 中國     |                                                     |
| 216                  | 廣西衛視           | 2018年1月27日           | 2018年7月6日           | 基本頻道 | 普通話     | 中國     |                                                     |
| 217                  | 湖北衛視           | 2018年1月27日           | 2018年7月6日           | 基本頻道 | 普通話     | 中國     |                                                     |
| 218                  | 寧夏衛視           | 2018年1月27日           | 2018年7月6日           | 基本頻道 | 普通話     | 中國     |                                                     |
| 219                  | 山西衛視           | 2018年1月27日           | 2018年7月6日           | 基本頻道 | 普通話     | 中國     |                                                     |
| 220                  | 天津衛視           | 2018年1月27日           | 2018年7月6日           | 基本頻道 | 普通話     | 中國     |                                                     |
| 221                  | 甘肅衛視           | 2018年1月27日           | 2018年7月6日           | 基本頻道 | 普通話     | 中國     |                                                     |
| 222                  | 陝西衛視           | 2018年1月27日           | 2018年7月6日           | 基本頻道 | 普通話     | 中國     |                                                     |
| 223                  | 青海衛視           | 2018年1月27日           | 2018年7月6日           | 基本頻道 | 普通話     | 中國     |                                                     |
| 224                  | 黑龍江衛視         | 2018年1月27日           | 2018年7月6日           | 基本頻道 | 普通話     | 中國     |                                                     |
| 225                  | 內蒙古衛視         | 2018年1月27日           | 2018年7月6日           | 基本頻道 | 普通話     | 中國     |                                                     |
| 226                  | CGTN 法語頻道      | 2018年1月27日           | 2018年7月6日           | 基本頻道 | 法語       | 中國     |                                                     |
| 227                  | CGTN 西班牙語頻道  | 2018年1月27日           | 2018年7月6日           | 基本頻道 | 西班牙語   | 中國     |                                                     |
| 228                  | CGTN 俄語頻道      | 2018年1月27日           | 2018年7月6日           | 基本頻道 | 俄語       | 中國     |                                                     |
| 229                  | CGTN 阿拉伯語頻道  | 2018年1月27日           | 2018年7月6日           | 基本頻道 | 阿拉伯語   | 中國     |                                                     |
| 綜藝/生活時尚（3XX） |                    |                         |                        |          |            |          |                                                     |
| 301                  | iCNTV王牌綜藝      | 2017年12月18日          | 2018年7月6日           | 基本頻道 | 普通話     | 中國     |                                                     |
| 303                  | iCNTV健康有約      | 2017年12月18日          | 2018年7月6日           | 基本頻道 | 普通話     | 中國     |                                                     |
| 304                  | CCTV-15 音樂       | 2017年12月18日          | 2018年7月6日           | 基本頻道 | 普通話     | 中國     |                                                     |
| 305                  | 武術世界           | 2018年1月27日           | 2018年7月6日           | 基本頻道 | 普通話     | 中國     |                                                     |
| 306                  | CCTV-11 戲曲       | 2018年1月27日           | 2018年7月6日           | 基本頻道 | 普通話     | 中國     |                                                     |
| 307                  | 梨園频道           | 2018年1月27日           | 2018年7月6日           | 基本頻道 | 普通話     | 中國     |                                                     |
| 308                  | 茶频道             | 2018年1月27日           | 2018年7月6日           | 基本頻道 | 普通話     | 中國     |                                                     |
| 309                  | 天元围棋           | 2018年1月27日           | 2018年7月6日           | 基本頻道 | 普通話     | 中國     |                                                     |
| 影視（4XX）          |                    |                         |                        |          |            |          |                                                     |
| 401                  | iCNTV精品大劇      | 2017年12月18日          | 2018年7月6日           | 基本頻道 | 普通話     | 中國     |                                                     |
| 402                  | iCNTV宮廷劇場      | 2017年12月18日          | 2018年7月6日           | 基本頻道 | 普通話     | 中國     |                                                     |
| 紀錄（5XX）          |                    |                         |                        |          |            |          |                                                     |
| 501                  | iCNTV精品紀錄      | 2017年12月18日          | 2018年7月6日           | 基本頻道 | 普通話     | 中國     |                                                     |
| 502                  | 北京紀實           | 2017年12月18日          | 2018年7月6日           | 基本頻道 | 普通話     | 中國     |                                                     |
| 503                  | CGTN Documentary   | 2017年12月18日          | 2018年7月6日           | 基本頻道 | 英語       | 中國     |                                                     |
| 504                  | 文物寶庫           | 2018年1月27日           | 2018年7月6日           | 基本頻道 | 普通話     | 中國     |                                                     |
| 505                  | 國學頻道           | 2018年1月27日           | 2018年7月6日           | 基本頻道 | 普通話     | 中國     |                                                     |
| 506                  | 書畫頻道           | 2018年1月27日           | 2018年7月6日           | 基本頻道 | 普通話     | 中國     |                                                     |
| 507                  | CCTV-7 军事·农业   | 2018年1月27日           | 2018年7月6日           | 基本頻道 | 普通話     | 中國     |                                                     |
| 508                  | 熊貓頻道           | 2018年1月27日           | 2018年7月6日           | 基本頻道 | 普通話     | 中國     |                                                     |
| 親子教育（6XX）      |                    |                         |                        |          |            |          |                                                     |
| 601                  | 炫動卡通           | 2017年12月18日          | 2018年7月6日           | 基本頻道 | 普通話     | 中國     |                                                     |
| 602                  | 卡酷少儿           | 2018年1月27日           | 2018年7月6日           | 基本頻道 | 普通話     | 中國     |                                                     |
| 604                  | CCTV-10 科教       | 2018年1月27日           | 2018年7月6日           | 基本頻道 | 普通話     | 中國     |                                                     |
| 605                  | CETV-1             | 2018年1月27日           | 2018年7月6日           | 基本頻道 | 普通話     | 中國     |                                                     |
| 606                  | 山東教育電視台     | 2018年1月27日           | 2018年7月6日           | 基本頻道 | 普通話     | 中國     |                                                     |
| 新聞及財經（7XX）    |                    |                         |                        |          |            |          |                                                     |
| 701                  | CNTV 新聞綜合      | 2018年1月27日           | 2018年7月6日           | 基本頻道 | 普通話     | 中國     |                                                     |
| 702                  | CCTV-13 新聞       | 2018年1月27日           | 2018年7月6日           | 基本頻道 | 普通話     | 中國     |                                                     |
| 703                  | CCTV-4 中文國際    | 2018年1月27日           | 2018年7月6日           | 基本頻道 | 普通話     | 中國     |                                                     |
| 704                  | CGTN（主频）       | 2017年12月18日          | 2018年7月6日           | 基本頻道 | 英語       | 中國     |                                                     |
| 705                  | CCTV-2 財經        | 2018年1月27日           | 2018年7月6日           | 基本頻道 | 普通話     | 中國     |                                                     |
| 706                  | CCTV-12 社會與法   | 2018年1月27日           | 2018年7月6日           | 基本頻道 | 普通話     | 中國     |                                                     |

## 外部連結
- 官方网站
- 亞洲電視數碼媒體的Facebook專頁
- YouTube上的亞洲電視數碼媒體頻道
- 亞洲電視數碼媒體的Instagram帳戶